# Eight Miles High
Pour le film de 2007 intitulé Eight miles high, voir Das wilde Leben.
Singles de The Byrds
It Won't Be Wrong
(1966) 5D (Fifth Dimension)
(1966)
Pistes de Fifth Dimension
I Come and Stand at Every Door Hey Joe
Eight Miles High est une chanson du groupe de rock américain The Byrds, écrite par Gene Clark, Jim McGuinn et David Crosby et parue en single en mars 1966. Ce single entre dans le Top 20 du Billboard, le principal hit-parade américain, et dans le Top 30 au Royaume-Uni,. Cette chanson apparaît également sur le troisième album du groupe, Fifth Dimension, sorti le 18 juillet de la même année.
Peu après sa sortie, Eight Miles High fait l'objet d'une interdiction de diffusion en raison de ses paroles, interprétées comme faisant référence à la drogue,. Sur le moment, le groupe réfute énergiquement ces accusations, mais par la suite, Clark et Crosby ont reconnu que la chanson tirait au moins en partie son inspiration de leur propre consommation de drogue,. Musicalement influencée par Ravi Shankar et John Coltrane, Eight Miles High est une contribution majeure au développement du rock psychédélique,,.

## Histoire
Les paroles vagues de la chanson sont principalement inspirées du voyage en avion qui a conduit les Byrds à Londres, en août 1965, pour une tournée en Angleterre. Le premier couplet en est une illustration : « Eight miles high and when you touch down, you'll find that it's stranger than known » (« Huit milles d'altitude, et quand tu atterris, tu découvres que c'est plus étrange que connu »). Les vols commerciaux volent généralement à une altitude comprise entre six et sept milles, mais « eight miles high » sonne plus poétique que six, tout en rappelant la chanson des Beatles Eight Days a Week.
Selon Gene Clark, les paroles sont essentiellement de son fait, avec une petite contribution de David Crosby : le vers « Rain grey town, known for its sound » (« Ville grise de pluie, connue pour son son »), qui rappelle que Londres est à l'origine de la British Invasion, ces groupes britanniques qui dominent les hits-parades américains à l'époque,,. Une autre référence au séjour des Byrds en Angleterre est le vers « Nowhere is there warmth to be found / Among those afraid of losing their ground » (« Aucune chaleur à attendre / De ceux qui ont peur de perdre pied ») : le groupe, mal accueilli par la presse musicale britannique, a également reçu une assignation pour infraction au droit d'auteur de la part du groupe londonien The Birds, en raison de la similitude de leurs noms,,. Le couplet « Round the squares, huddled in storms/Some laughing, some just shapeless forms » (« Sur la place, serrés, orageux / Certains riant, d'autres de simples silhouettes informes ») décrit les fans qui attendent le groupe devant l'hôtel, et le vers « Sidewalk scenes and black limousines » (« Scènes sur le trottoir, limousines noires ») évoque la foule animée qui se jette sur les musiciens dès qu'ils sortent de leurs voitures avec chauffeur.
Si l'idée de base de la chanson est abordée durant le vol vers l'Angleterre, elle ne commence à prendre forme que durant la tournée américaine des Byrds en novembre 1965. Pour soulager l'ennui des voyages entre deux salles de concert, Crosby apporte des cassettes de Ravi Shankar et des albums Impressions et Africa/Brass de John Coltrane, qui passent en boucle dans le bus des musiciens,. L'influence de ces disques sur le groupe se manifestera sur Eight Miles High et sa face B, Why.
Gene Clark entame l'écriture des paroles le 24 novembre 1965, couchant sur le papier quelques vagues idées avant un concert aux côtés des Rolling Stones,. Dans les jours qui suivent, il développe cette ébauche pour en faire un véritable poème, sur lequel il plaque une mélodie. Clark montre ensuite la chanson à McGuinn et Crosby, et le premier suggère de l'arranger pour incorporer l'influence de John Coltrane. Toutefois, après la mort de Clark, McGuinn a affirmé que l'idée originale d'écrire une chanson sur un voyage en avion venait de lui, et que Crosby et lui avaient complété les paroles du brouillon inachevé de Clark. Dans son livre Mr. Tambourine Man: The Life and Legacy of The Byrds' Gene Clark, John Einarson met en doute cette version des faits, et il se demande si l'histoire de McGuinn serait la même si Clark était encore en vie.
L'influence du saxophone de Coltrane, et notamment de sa chanson India (sur Impressions) est clairement audible dans Eight Miles High, notamment dans le solo récurrent de guitare douze cordes de McGuinn. Outre ce motif de guitare, la chanson se distingue également par la ligne de basse de Chris Hillman, le jeu rond de la guitare rythmique de Crosby et les harmonies aériennes du groupe,,. Dans une interview promotionnelle de 1966, ajoutée en titre bonus sur la réédition CD de l'album Fifth Dimension, Crosby a déclaré que la fin de la chanson lui évoquait « un avion en train d'atterrir ». La chanson témoigne également de l'influence de Ravi Shankar, notamment pour l'aspect ronronnant de la mélodie vocale et le jeu de guitare de McGuinn,. Lors d'une conférence de presse tenue à l'occasion de la sortie du single, les Byrds apparaissent munis d'un sitar, mais cet instrument n'a pas servi lors de l'enregistrement de la chanson.
Eight Miles High et Why sont enregistrées une première fois aux studios RCA de Los Angeles le 22 décembre 1965, mais la maison de disques du groupe, Columbia Records, refuse de les utiliser dans la mesure où elles n'ont pas été enregistrées dans un studio appartenant à Columbia,. McGuinn a depuis déclaré que la version originale de Eight Miles High avait un son plus spontané que celle de Columbia, un avis partagé par Crosby : « C'était une merveille, elle était meilleure, plus forte. Elle coulait mieux. Elle était telle qu'on la voulait ». Ces versions de Eight Miles High et Why ont vu le jour pour la première fois en 1987 sur la compilation Never Before, avant d'être incluses dans la réédition CD de Fifth Dimension chez Columbia/Legacy en 1996.
En mars 1966, mois de la sortie du single Eight Miles High / Why, Gene Clark, principal auteur des Byrds, quitte le groupe. La raison officielle de son départ est sa phobie du vol, mais d'autres éléments ont joué, notamment sa disposition pour l'anxiété et la paranoïa et son isolement croissant au sein du groupe,. Après la sortie d’Eight Miles High et le départ de Clark, les Byrds n'auront jamais plus de single dans le Top 20 du Billboard.

## Musiciens
Le single Eight Miles High / Why marque la dernière parution de la formation originale des Byrds jusqu'à sa réunion, en 1973 :
- Jim McGuinn : chant, guitare 12 cordes
- Gene Clark : chant, tambourin
- David Crosby : chant, guitare 6 cordes
- Chris Hillman : basse, mandoline
- Michael Clarke : batterie, percussions
- Allan Stanton : production
- Ray Gerhardt : ingénieur du son

## Parution
Eight Miles High paraît aux États-Unis le 14 mars 1966 et le 29 mai au Royaume-Uni ; elle se classe 14e du Billboard Hot 100 et 24e de l'UK Singles Chart,,,. Le groupe est rapidement accusé de promouvoir la consommation de drogues récréatives par le Bill Gavin's Record Report, un bulletin d'information hebdomadaire à destination des stations de radio américaines. Dans la semaine qui suit, la chanson est interdite de diffusion sur le sol américain, empêchant la chanson d'entrer dans le Top 10 du Billboard. Les Byrds réfutent vigoureusement ces accusations, et leur manager Derek Taylor publie un communiqué indigné où il affirme sans détour que la chanson ne parle que du voyage en Angleterre du groupe, et absolument pas de drogue. Cependant, dans les années 1980, Crosby comme Clark admettent que la chanson n'était pas aussi innocente qu'ils l'avaient déclaré ; pour Crosby, « bien sûr que c'était une chanson sur la drogue ! On planait quand on l'a écrite ». De façon moins affirmative, Clark explique dans une interview que la chanson « parlait de beaucoup de choses. Le voyage en avion en Angleterre, la drogue, elle parlait de tout ça. Un poème de cette nature ne se limite pas à seulement parler d'avions ou seulement de drogue. Elle inclut tout ça parce qu'à l'époque, faire des expériences avec toutes ces drogues, c'était très nouveau, très à la mode ».
L'incorporation d'influences indiennes et free jazz, ainsi que les paroles impressionnistes, ont une influence immédiate sur le genre émergent du rock psychédélique,. Eight Miles High donne également son nom au raga rock, une expression employée par la journaliste Sally Kempton dans The Village Voice pour décrire la fusion novatrice d'éléments occidentaux et orientaux réalisée par la chanson. Cependant, si Kempton est la première à employer ce terme de « raga rock » à l'écrit, elle l'a en fait repris du dossier de presse qui accompagnait le single. La nature ouvertement expérimentale de la chanson place les Byrds à la proue du mouvement psychédélique naissant, aux côtés des Yardbirds, des Beatles, de Donovan ou des Rolling Stones, qui se livrent à des expériences similaires au même moment.
Eight Miles High est interprétée par les Byrds dans plusieurs émissions télévisées durant les années 1960 et 1970, parmi lesquelles Popside, Drop In, Midweek et Beat-Club. Elle devient en outre un élément récurrent de leurs concerts jusqu'à la disparition du groupe, en 1973. En janvier 1989, une brève réunion des Byrds comprenant McGuinn, Crosby et Hillman l'interprète en concert. Clark l'interprète fréquemment au cours de sa carrière solo jusqu'à sa mort, en 1991. McGuinn continue également à la jouer dans ses concerts. Après son départ des Byrds, Crosby l'a reprise de manière irrégulière en solo, notamment durant la tournée marquant la réunion de Crosby, Stills, Nash and Young, en 2000 ; Neil Young reprenant les solos de guitare de McGuinn tandis que les autres membres du groupe chantent en harmonie à trois voix.
Les critiques contemporaines sont presque toutes positives. Billboard décrit la chanson comme « un rock au rythme soutenu, avec un chant doux comme une ballade soutenu par une instrumentation à contretemps ». Le magazine Record World la qualifie de « chanson étrange, avec des paroles hypnotiques. Elle ira loin ». Au Royaume-Uni, Music Echo la décrit comme « sauvage et orientale, mais néanmoins rythmée » ; il estime en outre que la parution d'Eight Miles High a permis aux Byrds de dépasser les Beatles en termes d'inventivité, « car Paul a récemment admis que le quatuor de Liverpool travaillait sur un son similaire pour son prochain album et single ». Plus récemment, Eight Miles High est pour Richie Unterberger « l'un des plus grands singles des années 60 ».
Outre sa présence sur l'album Fifth Dimension, Eight Miles High apparaît sur de nombreuses compilations des Byrds : The Byrds' Greatest Hits, History of the Byrds, The Original Singles: 1965–1967, Volume 1, le coffret The Byrds, The Very Best of The Byrds, The Essential Byrds et There Is a Season. Une version de 16 minutes, enregistrée en concert, apparaît également sur l'album (Untitled), sorti en 1970, et une version de 18 minutes est incluse dans l'album live Live at Royal Albert Hall 1971, sorti en 2008,.
En 2004, le magazine Rolling Stone inclut Eight Miles High à la 150e position dans son classement des « 500 plus grandes chansons de tous les temps ». En mars 2005, Q la classe 50e dans sa liste des 100 Greatest Guitar Tracks. Elle est également sélectionnée par le Rock and Roll Hall of Fame, en 1995, comme l'une des « 500 chansons qui ont façonné le rock 'n' roll ».
En 1999, elle reçoit le Grammy Hall of Fame Award.

## Reprises
Eight Miles High a été fréquemment reprise, notamment par :
- The Ventures sur l'album Go With The Ventures (1966) ;
- Index sur l'album Index (1967) ;
- Leathercoated Minds sur l'album A Trip Down to Sunset Strip (1968)[34] ;
- Golden Earring sur l'album Eight Miles High (1969) ;
- Leo Kottke sur l'album Mudlark (1971) ;
- Roxy Music sur l'album Flesh and Blood (1980) ;
- Hüsker Dü en single (1984) ;
- Shockabilly sur l'album Colosseum (1984) ;
- 3 sur l'album To the Power of Three (1988), avec des paroles réécrites par le groupe soit Keith Emerson, Robert Berry et Carl Palmer ;
- Ride sur l'album Through the Looking Glass - 1966 (1990) ;
- Stewart/Gaskin sur l'album Spin (1991) ;
- Robyn Hitchcock sur l'album Greatest Hits (1996) ;
- Rockfour sur l'EP Wild Animals (2000) (2003) ;
- Chris Hillman sur l'album The Other Side (2005) ;
- Les Fradkin sur l'album 12 (2006), ainsi que sur l'album hommage Timeless Flyte: A Tribute to the Byrds - Eight Miles High (2007) ;
- The Postmarks sur l'album By the Numbers (2008).